# Stanisław Urbanek
Stanisław Urbanek (zm. w 1526 roku) – burmistrz Kazimierza w 1524 roku, rajca kazimierski w latach 1524-1526, wójt kazimierski w 1521 i 1525 roku, poświadczony w ławie miejskiej w 1519 roku.